# Aconura jakowlefi
Aconura jakowlefi är en insektsart som beskrevs av Lethierry 1876. Aconura jakowlefi ingår i släktet Aconura och familjen dvärgstritar. Inga underarter finns listade i Catalogue of Life.